# Gionzana
Gionzana è una frazione di 78 abitanti del Comune di Novara, situata nelle campagne ad ovest della città, a poca distanza dall'abitato di San Pietro (Comune di San Pietro Mosezzo). La frazione costituisce parte della Circoscrizione Lumellogno (insieme alle frazioni di Lumellogno, Pagliate e Casalgiate).
Il territorio è drenato dal torrente Marcova novarese e da diverse rogge che confluiscono in esso.

## Monumenti e luoghi d'interesse
La località è nota soprattutto per il quattrocentesco santuario della Madonna del Latte, posto in mezzo alla campagna, poco lontano dal nucleo abitato. Al suo interno sono presenti affreschi del XV secolo, in parte attribuibili a Tommaso Cagnola e Daniele De Bosis, che rappresentano i santi, la Vergine col Bambino e alcune scene della vita di Cristo.
Un altro edificio ecclesiastico rilevante è la chiesa di San Michele Arcangelo, edificata nel 1604.